# Lijst van Groninger streekproducten en gerechten
Onder Groninger Streekproducten en gerechten verstaan we alle producten en gerechten die van oudsher, van oorsprong of alleen in de stad Groningen en de Ommelanden (provincie Groningen) worden gegeten of die in de provincie Groningen verbouwd, geproduceerd of verwerkt worden (bijvoorbeeld garnalen).

## A
- Appelen in deeg - met suiker gezoete appels, met een broodachtige vulling

## B
- Bloedbrood - bloedworst met rozijnen
- Boerenjongens - een alcoholische drank op rozijnen, al dan of niet in combinatie met ijs
- Boerenmeisjes - een alcoholische drank op abrikozen, al dan of niet in combinatie met ijs
- Boerenkool - stamppot boerenkool, in Groningen ook mous genoemd
- Bruinebonen met karnemelk-bonenbrij - bruinebonen, spek en metworst in karnemelk
- Bruinebonen met stroop - bruinebonen, spek en stroop, eventueel met kleine blokjes augurk

## C
- Citroenschilletje

## D
- Deegappels - Appelen in deeg, maar nu ook deeg aan de buitenkant van de appel
- Dikke stip - een mengsel van maïzena, melk en spekjes

## E
- Eierbal
- Erwtensoep of Snert - soep gemaakt van erwten met worst, spek en groenten

## F
- Fladderak - een alcoholische likeur oorspronkelijk uit Groningen (Onderdendam). Het is de enige van oudsher beschreven Groninger drank. Het wordt gemaakt van o.a. citroen, suiker en kaneel.
- Fladderakworst - Fladderak is een typisch Groninger likeur. Fladderakworst is een Groninger worst samengesteld naar de smaak van Fladderak. De frisse smaak van Groningse limoncello, met een vleugje citroen, kaneel en kardamom.
- Fieterknutten - koekjes, van oudsher gebakken op het Hoogeland rond sinterklaas

## G
- Gistpannenkoek
- Groningerkoek - een soort ontbijtkoek gemaakt van roggedeeg en stroop
  - Groninger kruidkoek
  - Groninger anijskoek
  - Groninger gemberkoek
- Groninger mosterd - een wat minder scherpe mosterd dan Franse mosterd en die hele mosterdzaden bevat
- Groninger mosterdsoep - soep gemaakt van mosterd en spekjes
- Groninger mosterdstip - dikke Groninger mosterdsoep om aardappels in te dippen
- Groninger pannenkoek - zoete pannenkoek
- Groninger Brandewijn
- Groninger najaarsstamppot
- Groninger landwijn - wijn gemaakt van allerlei soorten fruit door een aantal families in Groningen
- Groningse worst

## H
- Hardbrood - een hard, plat kadetje
- Heet bier - een stevige alcoholische drank op basis van bier en eieren
- Hooghoudt jenevers - typisch Groningse jenevers van het bedrijf Hooghoudt

## K
- Kluinbier - typisch Gronings bier, dat tegenwoordig niet meer wordt gebrouwen
- Kniepertjes - zoete, dunne koekjes die rond Oud en Nieuw worden gegeten
- Knipselbonenstamppot
- Krentjebrij - Groningse benaming voor watergruwel, bessensap met gerst, gort en krenten
- Krudoorntjesbrij

## M
- Molleboon - een gezouten, geroosterde boon
- Morellen op brandewijn
- Metworst - een worst die vooral in Groningen en Friesland gemaakt en gegeten wordt

## N
- Nieuwjaarsrolletjes - opgerolde kniepertjes

## O
- Oudewijvenkoek of Oalwief - een zoete koek die lijkt op een ontbijtkoek
- Oldambtster zwartebessenwijn - Groninger landwijn, gemaakt van zwartebessen uit het Oldambt

## P
- Poffert - een ronde cake met rozijnen
- Pronkjewail
- Pronkjewail bier

## R
- Roerom - een pap-achtig gerecht van boekweit
- Roggebrood - een stevige broodsoort, gemaakt uit roggevezels

## S
- Schoten - langwerpige kadetjes, gemaakt van melkdeeg
- Spekdikken - rogge pannenkoeken met worst en spek
- Speltkoek - een variant van de Groninger koek, gemaakt van spelt-granen
- Stamppot zoeteappeltjes
- Stip-in-t-gat

## T
- Turfjes
- Turfstekerswrap

## W
- Waddenbrood - brood gemaakt van granen van de Groninger en Friese waddenkust
- Waddengoudkaas - kaas van het Hoogeland
- Wieringa's Knappertjes - ambachtelijke crackers, gemaakt door een familiebedrijf uit Wildervank
- Winschoter rozenjam - jam gemaakt van rozenbottels uit het rosarium te Winschoten